# 極上生徒会
『極上生徒会』（ごくじょうせいとかい）は、コナミが企画・原作を手掛けた日本のテレビアニメ、漫画、およびコンピュータゲーム等からなるメディアミックス企画。女子校の私立宮神学園（みやがみがくえん）を舞台に、学園を統括する極上生徒会に所属する少女達の日常を描く。

## 概要
コナミはかつて『ときめきメモリアル』や『耽美夢想マイネリーベ』などゲームを起点としたメディアミックス作品は幾つか手掛けていたが、本作では初めてテレビアニメが起点となった。メディア露出の順序としては『月刊電撃コミックガオ!』2005年4月号（メディアワークス刊）より連載開始の漫画版が最初である。続いて同年4月からは、テレビ東京にてテレビアニメ版が放送開始。更に同年9月には、PlayStation 2用ゲームソフトが発売された。他にもフィギュメイトが発売されるなどのメディアミックス展開がなされている。

## ストーリー
宮神学園には、同学園理事長兼学生・神宮司奏を会長とする「宮神学園極大権限保有最上級生徒会」（略称：極上生徒会）と呼ばれる組織があり、教職員より強い権限を有している。極上生徒会メンバーには冷暖房・娯楽施設・食事完備の生徒会専用寮「極上寮」の一室を無償提供され、学費も全額免除されるという特権が与えられる。そのメンバーになるには特別な才能が必要と言われており、学園内には極上生徒会入りを目指して日々努力している生徒も多い。しかしその実体は、生徒会というよりは奏の「親衛隊」といった色合いが強い。「宮神学園を生徒達にとっての楽園にする」という奏の理想を実現させるために、身を賭す集団である。
1年前に母・ちえりを亡くして以来、母の遺品である腹話術の人形・プッチャンを唯一の友としてきたメインヒロイン・蘭堂りのはペンフレンドのミスター・ポピットの紹介で宮神学園へ転入することになる。転入初日、りのが転入したクラスではクラス委員の選挙が行われた。桜梅歩の推薦でクラス委員に立候補する羽目になったりのは前クラス委員で極上生徒会メンバーでもある和泉香をなぜか破り、クラス委員に選ばれてしまう。さらには奏の強い意向で、書記として極上生徒会に入ることがすんなりと決まる。
お世辞にも役に立つ能力があるようには見えないりのの極上生徒会入りは多くの生徒達の反発を招き、極上生徒会メンバーも動揺を隠し切れなかった。しかしそれを意に介さず奏はりのに過分な愛情を注ぎ、りのもまたいつしか極上生徒会に馴染んでいくのであった。

## 登場人物

### 極上生徒会執行部
蘭堂 りの（らんどう りの）
声 - 田村ゆかり
宮神学園第5期生（中学2年生）。極上生徒会執行部書記。明るさと食い気だけが取り柄の、勉強もスポーツも苦手な少女。腕にプッチャンというパペットを常に身につけている。
テレビアニメ版では奏を「会長」もしくは「奏会長」と呼んでいるが、漫画では「奏さん」と呼んでいる。なぜか神宮司奏会長の寵愛を受け、宮神学園に転入後すぐに極上生徒会に迎え入れられる。極上寮でも奏とは同室で、実の妹のように可愛がられている。神宮司一族の血を引いており、神宮司の「能力」（後述）を有している（25話）。

誕生日は5月4日、血液型はB型。
神宮司 奏（じんぐうじ かなで）
声 - 生天目仁美
宮神学園第1期生（高校3年生）。神宮司財閥の直系・宮神半島の所有者・宮神学園の理事長・極上生徒会生徒会長などと様々な肩書きを背負っている。その美貌と財産は男女問わず多くの人々を魅了する。お嬢様育ちゆえかおっとりした性格で、場の空気を読めないこともしばしばある。着痩せするタイプでプロポーションは抜群であるが、美的センスが壊滅的に悪い。
りのを寵愛しているが、一方で香から寄せられている好意には全く気付かない鈍感な所がある。神宮司家の人間が生まれながらに持っているという、不思議な能力（神宮司の力）に恵まれている。りのがミスター・ポピットに対して手紙を出しているが、ミスター・ポピットの正体は奏であった（23話の最後に体育祭のチケットが奏の机にあったことから確認できそうである）。
誕生日は7月8日、血液型はAB型。
金城 奈々穂（きんじょう ななほ）
声 - 野田順子
宮神学園第2期生（高校2年生）。極上生徒会副会長・遊撃部統括。神宮司家に代々仕える家柄に生まれた7人兄妹の末っ子。やがて奏の付き人となるが、彼女の命令で任務から解放される。喜ぶ一方で神宮司家の重圧に苦しんでいた奏の内面を知り、彼女の傍に居続けることを決意。幼馴染の間柄となる。
ボーイッシュな外見で、武闘派。その一方、ファンシーグッズ集めを趣味としていたりアイドルのファンだったりと可愛らしい一面も持っている（ただしこれらの趣味は自室を立入禁止にしてまでひた隠しにしている）。また、雷が苦手である。普段は男言葉で話すが、奏と二人きりの時や身内の前では女言葉を用いている。

誕生日は3月18日、血液型はO型。
銀河 久遠（ぎんが くおん）
声 - 清水香里
宮神学園第3期生（高校1年生）。極上生徒会副会長・隠密部統括。社長令嬢で、優雅な物腰と奏に劣らぬ美貌を兼ね備えている。外国人の祖父を持つクオーター。
実は父親の経営する会社の関係で、ナフレス諜報機関のスパイとして宮神学園に潜入させられた身。しかし、奏を始めとする極上生徒会の暖かな雰囲気に馴染んでいくうちにナフレスより極上を第一に考えるようになる。
隠密部のトップに立っている身だが、奏に関する情報は奏の幼馴染で隠密部リーダーの聖奈の方に回されている模様。
誕生日は10月3日、血液型はB型。
市川 まゆら（いちかわ まゆら）
声 - 沢城みゆき
宮神学園第2期生（高校2年生）。極上生徒会執行部会計。電卓すら使えないほど機械全般に疎く、そろばんで会計の仕事を行っている。予算を無視して浪費する他の極上生徒会メンバーにいつも悩まされ、予算の帳尻あわせに追われている。生真面目な性格で、数少ない常識人。
誕生日は5月18日、血液型はA型。

### 極上生徒会隠密部
桂 聖奈（かつら せいな）
声 - 佐久間紅美
宮神学園第1期生（高校3年生）。極上生徒会隠密部リーダー兼購買部部長。何事にも動じずいつもニコニコしているが、幼馴染である奏の秘密を探ろうとする者に対しては厳しい態度を取ったりやんわりと牽制したりする。
極上生徒会内部では副会長と同格として遇されている（奏が副会長（奈々穂）と重要な打ち合わせをする際には必ずといっていいほど同席し、話し合いに参加している）が、元々は神宮司家の一族。家を相続する際に必要な特殊能力が顕現しなかったために不要と見なされて家から追放され、「桂」姓を名乗らされた一族である。ただし、奏個人に対しての憎しみや嫉妬心は持っておらず、むしろ籠の鳥状態である彼女に同情している。
寮の自室に爬虫類を多数飼っている。
誕生日は6月10日、血液型はO型。
桜梅 歩（おうめ あゆむ）
声 - 仙台エリ
宮神学園第5期生（中学2年生）。極上生徒会隠密。りののクラスメイト。最初は奏からりのを見守るように命じられて接近したが、りのとの日々を過ごすうちに命令とは関係なく本当の友情を育み親友となる。
元々は桜梅忍軍のくノ一だったが普通の女の子としての幸福を求めて桜梅忍軍を脱走し、奏に拾われた。一時芸能関係者に認められてアイドルデビュー寸前まで行ったが、忍者のコスプレを嫌がってデビューライブを放棄したため、その話は潰れてしまった。
双子の弟の有楽人（うらと、声 - 仙台エリ／赤石広樹（ゲーム版））がいる。また、中学2年生にもかかわらず、なぜか15歳という年齢設定である。
誕生日は9月15日、血液型はO型。
矩継 琴葉（くつぎ ことは）
声 - 植田佳奈
宮神学園第4期生（中学3年生）。極上生徒会隠密。神宮司家のお庭番。無口な美少女で、極上生徒会の裏の仕事を一手に引き受けている。
作中、極上生徒会メンバーで最初に登場したがその時は正体が明らかにされなかった。久遠や聖奈など一部の幹部を除いて、他の極上生徒会メンバーの前に姿を現すことはない。話の前半は本格的な登場はなく、中盤以降から本格的に登場するようになった。
能力は未知数的でフットサルでは1人で20分間に100得点挙げたり、本人とは見分けのつかないほどの変装能力を有していたりする。
久遠を敬愛しているが、それゆえに彼女の正体が発覚した時には容赦なく排除しようとした。りのとみなもの指導係になったこともある。
誕生日は12月24日、血液型はO型。

### 極上生徒会遊撃部
飛田 小百合（ひだ さゆり）
声 - 川澄綾子
宮神学園第4期生（中学3年生）。極上生徒会遊撃部所属。れいんの幼馴染。剣術道場の跡取り娘で飛田活生流（飛田活殺流）の使い手だが極度の近眼で眼鏡を外されると何も見えなくなり、戦闘能力が極端に低下する。ただ巨乳で眼鏡っ子でもあるためか他校男子の間での人気は高く、本人もそれを自覚している（制服姿では胸の大きさは並だが実はさらしをまいて体型を隠している）。
過去に剣道の対戦で対戦相手に二度と剣道のできない怪我を負わせてしまい、罪の意識から相手には今でも毎日花を送っている。
誕生日は3月3日、血液型はB型。
角元 れいん（つのもと れいん）
声 - 松岡由貴
宮神学園第4期生（中学3年生）。極上生徒会遊撃部所属で、幼馴染の小百合とコンビを組むことが多い。賭け事が大好きで、トランプを武器としている。数学が苦手。一人称は「あっし」（コミック・ノベルでは「あし」と表記）。後輩からは「れーちゃん先輩」と呼ばれている。
「ホの字でライクでラブ」のように同じ意味の言葉を3つ続けて言う癖がある。容姿も言動も子供っぽく、年相応に見られないことも多いため、作品世界では他校男子の間での人気は低い。一方で、落ち込む小百合を励ましたり、捨て子を親身になって世話をしたりと、大人びた包容力を見せることもある。
幼少時に父親の晴男（はるお、声 - 三宅健太）が蒸発し、小百合の家に引き取られたという過去がある。彼女の稽古を見ているうちに自らも飛田活生流を覚えている。
誕生日は12月29日、血液型はO型。
和泉 香（いずみ かおり）
声 - 斎藤千和
宮神学園第5期生（中学2年生）。極上生徒会遊撃部所属。徒手空拳の使い手。貧しい家庭の出身で親を亡くし幼い弟や妹を抱えて途方に暮れていた時に奏に拾われ、極上生徒会入り。以後、奏に忠誠と愛を捧げている。ただし奏はりのを偏愛しているため、その想いはあまり報われてはいない。それゆえ、りのに敵意を剥き出しにしていた時期もあったが元々陰険な性格ではないので次第に打ち解けていった。また、プッチャンの親友のランスには心を許したことがある。
勉強もスポーツも万能で容姿も端麗（アップにしている髪を下ろすと大人っぽくなる）のため、クラスでは取り巻きも多く他校男子の間でも人気は高い。まだ幼い弟妹達を養うという事情から極上寮には住まず、自宅から直接通学する毎日であるが、コミック版ではなぜか寮住まいになっている。
テレビアニメ版では奏の卒業後、今までの働きが認められて副会長に抜擢された。
誕生日は4月2日、血液型はA型。左利き。

### 極上生徒会車両部・その他
シンディ 真鍋（シンディ まなべ）
声 - 川上とも子
宮神学園第1期生（高校3年生）。極上生徒会車両部所属。アメリカ人と日本人との混血だが、英語が苦手で日本語（国語）が得意。大抵の乗り物を運転できるが、広い場所と人の多い場所が苦手ないわゆる引きこもりであり、日常生活も自動車の中で行っている。
くぐもった声で喋り主に片言の英語で意思を伝えているが、肝心な時に限ってシンディ語と呼ばれる「オゥ、オゥ」という呻き声としか言い様のない喋り方になってしまい自分の意思が上手く伝えられなくなる（プッチャンとシンディの母親のみ意訳可能）。しかし、本当は日本語は書くのも話すのも達者。母親のサンデー（声 - 川上とも子）から「お前の話す日本語はおかしい」と言われていたため、使わなかっただけであった。
パペットであるプッチャンを異性として意識し、恋焦がれている。
誕生日は11月13日、血液型はAB型。
桂 みなも（かつら みなも）
声 - 辻あゆみ
宮神学園第6期生（中学1年生）。聖奈の妹。姉を追って宮神学園に編入、「特別名誉顧問」を自ら名乗りながら極上生徒会に入り浸っている。現代医療では治療できない心臓病に侵されており、そのために両親や姉の聖奈からは甘やかされて育てられたので性格は我侭。そういった事情からわざと自己中心的な態度を取り、相手の行動が同情から来るものなのか見定めていた。ロリータ・ファッションの愛好家であり、制服もそれに準じたデザインになっている。
本気で自分を心配してくれた上、お互いにお気楽な性格であることからりのとはすぐ打ち解けており仲が良い。
誕生日は4月4日、血液型はO型。
久川 まあち（ひさかわ まあち）
声 - こやまきみこ
海の星第2小学校の5年生。極上寮管理人。料理は一流シェフ顔負けの腕前で、その他の家事も完璧にこなす。週4日は学校を休んで、香の弟妹達の面倒を見ていた。「エヘ」が口癖で、時には（特に気が動転している時）「エヘ、エヘ」だけで相手に意思を通じさせようとする。
格闘技（合気道系）の達人。奏に恩義を感じており極上生徒会隠密部入りを目指して、日々鍛錬を怠らない。
誕生日は8月12日、血液型はA型。

### 宮神学園関係者
伊丹 ゆきみ（いたみ ゆきみ）
声 - 佐藤利奈
宮神学園教師。りののクラスの担任。尚、テレビアニメの11話にて女子サッカーの元日本代表と嘘をついてりのたちのやる気をおこしていた。テレビアニメ版本編では英語を教えているが、他にも様々な教科の教員免許を持っている設定。常にジャージを着用している男勝りな先生だが年頃の女性らしく結婚に憧れており、18話にて佐藤仁史（さとう ひとし、声 - 武内健）とお見合いをしている。なお、彼がどういう人物かは各話タイトルの項を参照。
誕生日は12月1日、血液型はB型。
平田 わかな（ひらた わかな）
声 - 平松晶子
宮神学園保健医。ゆきみの親友。元々は大学病院の外科医だったが、体制に疑問を持って大学を離れ、保健医となった。ゆきみに劣らぬ美人であり、大学病院では今でも伝説になっているほどの優秀かつ真摯な医者であった。酒好きで、休みの時は明るい内から家で酒を飲んでいる。
誕生日は4月15日、血液型はO型。

### 神宮司家関係者
プッチャン
声 - 田村ゆかり、ほか
りのがいつも右手にはめているパペット。手にはめた者の意思とは無関係に勝手に動き、勝手に会話や食事をする。かなりの毒舌家である。その正体はりのの幼少時に亡くなった実の兄・蘭堂哲也（らんどう てつや）であり、りのの母・ちえりによってその意識と記憶をパペットに吹き込まれた存在。だが、りのは自分に兄がいたこと自体を知らない。
非常に博識で、「バーニング」という相手を発火させる必殺技も持つ。また、「スーパープッチャン」という光り輝く姿に変身可能。変身後には、「バーニング」も「プッチャンダイナミック」へと強化される。これらの技を駆使して、りのや極上生徒会の危機を度々救っている。
りの以外にもちえり（3・22話）、まゆら、シンディ（それぞれ6話）、香（8話）、聖奈（最終話）、琴葉（CDドラマ）といった人物の腕にはめられることもあった（声はプッチャンを腕にはめたキャラクターの声優が兼任）。更にコミック版では、犬の鼻や鳥の頭に被せられただけで喋り出している。
蘭堂 ちえり（らんどう ちえり）
声 - 久川綾
りのの母親。元は神宮司家の一族だったが重圧を嫌って家を飛び出し、ひっそりと暮らしていた。パペットなどに特定の人間の意識と記憶を吹き込む力を持っており、プッチャンやランスも彼女の能力によって生み出された存在である。本編開始の1年前に病死するが息を引き取る間際、りのを神宮司家の追手から逃れさせるべく奏に託していた。りの同様能天気な性格であった。
ランス・ビーン
声 - 田村ゆかり、斎藤千和、生天目仁美
プッチャンの親友のパペット。生前は神宮司私設軍コントラ隊に所属しており息を引き取る間際、ちえりによってパペットに意識と記憶を吹き込まれた。
プッチャンと共に容姿を変化させ、「ダブルバーニング」を放つことが可能である。手にはペラペラの銃が付いており、そこから弾丸を発射することが可能。腕も衰えていない。かつてはプッチャンと共に人形姿で戦場を駆けていたと言う。
プッチャン同様、声は腕にはめたキャラクターの声優が兼任していた。テレビアニメ版ではりの、香、奏が該当する。
プレイボーイだが、女性に対する姿勢は紳士的。プッチャンに会おうと宮神学園に来る途中で香に拾われ、言葉巧みに彼女を魅了した後はお互い意気投合するまでに。しかしちえりの能力の効果がまもなく切れることには気付いており、やがて奏が能力を使っての延命を申し出るも拒否。そのまま看取られながら、満足げに昇天していった。
名前及び所属部隊の元ネタはコナミ製アクションゲーム『魂斗羅』より。琴葉の調べた神宮司家の極秘ファイルによると相棒であるビル・ランザーと共に世界各地で様々なミッションをこなし、1986年に殉職したらしい（『魂斗羅』発売は翌1987年）。
また、かつての相棒として『魂斗羅』シリーズの主人公であるビル・ライザーをもじった名前が出ていたり「派手に出迎えてやろうぜ!」といったセリフなど『魂斗羅』ファンへのサービス的な演出も散りばめられている。
金城 一博（きんじょう かずひろ）
声 - 諏訪部順一
神宮司家に代々仕える家柄に生まれた7人兄弟の長男。奈々穂の一番上の兄。奈々穂の呼称は「1兄（いちにい）」。
金城 史朗（きんじょう しろう）
声 - 野島裕史
一博と同じく奈々穂の4番目の兄。奈々穂の呼称は「4兄（よんにい）」。

### その他
岩桜 龍平太（いわざくら りゅうへいた）
声 - 谷山紀章
テレビアニメ版2話、25話、26話、コミック版10話、アンソロジーコミック2巻に登場。岩桜財閥の御曹司で、奏に求婚する日々を送っている。何か話す度に、傍に控えている部下達に自分の台詞を復唱させる。
奏ファンの中で最も積極的で、宮神学園にも何度か出没してはその度に極上生徒会によって酷い目に遭わされている。奏が神宮司家当主として軟禁状態に置かれた時には部下と共に救出に向かうなど骨のある所を見せたが、奏には相変わらず迷惑がられている。
浜田山 大三郎（はまだやま だいさぶろう）
声 - 川田紳司
ゲーム版に登場。自らを「孤高の獅子」と呼ぶ。奈々穂に恋愛感情を抱く。
真行寺 馬之助（しんこうじ うまのすけ）
声 - 梯篤司
ゲーム版に登場。自らを「天空の荒鷲」と呼ぶ。久遠に恋愛感情を抱く。
権田原 伝右衛門（ごんだわら でんえもん）
声 - 四宮豪
ゲーム版に登場。自らを「絶海の鯱」と呼ぶ。りのに恋愛感情を抱く。

## 極上生徒会特有の用語
青春砲
奏に危害を与えようとしたり極上生徒会の業務を妨害する者に対して使用される大砲で、山の中から出てくる。威力も絶大で、予算などはもちろん事後承諾。テレビアニメ版2話とコミック版8話で使用された。
カレーライス三姉妹
5話に登場した料理部部員で、カレン（声 - 千葉紗子）・イライザ（声 - 釘宮理恵）・スージー（声 - 細川聖可）の3人のこと。外人のような名前だが実際は斉藤・山本・吉田と、姉妹ですらない。料理部部室は旧校舎にある秘密結社のような部屋であり、そこにはくいだおれにそっくりな人形がある。なお、本放送時にはカレイライス三姉妹となっていたが、DVDでは現名称に変更されている。
平凡カレー
5話の「華麗なる対決」に登場したカレールウ。カレー対決の趣向の一つとして行われた「カレールウ争奪バトル」の敗者は、この平凡カレーの並味を使用しなければならなかった（勝者は、激ウマスペシャルゴージャスブリリアントカレーを使用）。プッチャンが「完全に勝負が決まっちまう」と発言していることから、味は推して知るべきだろう。
2005年9月に東京ゲームショウに合わせて商品化されている。パッケージはアニメ版とは異なる。
絢爛生徒会
極上生徒会をライバル視している絢爛学園（けんらんがくえん）の生徒会。中でもフットサル大会では、極上生徒会と火花を散らした。
会長の竜王院令華（りゅうおういん れいか、声優：柚木涼香）は神宮司財閥系列の会社の社長令嬢のため、奏には頭が上がらないのだがそれでもせめて学園レベルでは奏より上位に立ちたいと思っており奏をやり込めようと策略を巡らせる。しかし奏を「高慢ちきで鼻持ちならない女」と言い表したため、そのことを根に持たれてしまう失態を犯した（極上生徒会メンバーは「奏会長が深く静かに怒ってる」と表現）。アンソロジーコミック2巻でも演劇コンクールに出場するか否かを訊き出すために登場したが、この時も奏を罵ってやはり根に持たれてしまった。
宇宙異星人エイリアン
14話に登場。極上寮が破壊され、その修繕のために予算不足になった極上生徒会がお金集めのために企画した劇。原作・脚本はみなも。みなもの境遇に同情した奏の鶴の一声で修正なしに演じられたが、発表会での評判は悪かった。その後も歩のデビューライブの際に肝心の歩がステージから逃亡したために急遽再演され、観客達を呆然とさせた。
極上生徒会 トレーディングカード
第22話で一向に赤字から脱しない予算を少しでも工面するため、みなもが製作したカード。宮神学園内では大人気である。記載者の体力・成績・性格・趣味など全てが現実に即しているという、能力設定が記されている。また隠密の矩継琴葉と桜梅歩のカードもあるが隠密部の存在は一般生徒には秘密のため、名前部分が隠密K、隠密Aとなっており、写真部分は黒のシルエットで隠されている。
快傑少女探偵団
第23話にてまあちの素性を暴くべくプッチャンが勝手に結成した、極上生徒会とは無関係の組織。構成員はりの、れいん、みなも、小百合、まゆら、シンディ。れいんとみなも以外は無理矢理連れ込まれたため、殆どやる気がない。
まあちの自室に侵入するなり特殊な素材で作られた魔法のステッキのようなものを発見する（後にそれは奈々穂のもので、事件とは無関係であることが判明する）が、それを見るなり子供騙しなことを勝手に推理し始め、全く手掛かりが掴めない。結局、捜査の結末に呆れたまゆらが脱退してしまう。その後、事件はりのが偶然見かけた香を尾行することで無事解決する。
ナフレス諜報機関
神宮司家の秘密を探る諜報機関。久遠の父の経営する会社はナフレス資本傘下にあるため、久遠は密かに父を手助けすべくやむを得ずこの機関のスパイとして活動している。宮神学園への編入も、元々は奏に近付くためだった。スパイには彼女の他、テレビアニメ版第15 - 16話で藤澤恒久（ふじさわ こうきゅう、声 - 近藤孝行）と峰岸真弓（みねぎし まゆみ、声 - 渡辺明乃）が、アンソロジーコミック第2巻ではオリジナルキャラクターのバイパーが登場している。
パパラッチ部
宮神学園で公認されている部活の一つ。人気のある生徒（主に奏）を盗撮し、生写真を生徒に販売することを主な活動内容としている。部員は怪しげなフード付きのコートを着用。
パヤパヤ
広い意味で性的行為を暗示する（と思われる）言葉。とは言っても、仲良くしていたり抱き付く程度でも使う。テレビアニメ版第3話では、奏とりのがパヤパヤしていたという噂が流れ、学園中が大騒ぎとなった。
飛田活生流
戦国時代、殺人のために編み出された剣の流派・飛田活殺流が名を改めたもの。飛田家によって代々受け継がれているが時代が下るにつれ、殺人剣的要素は忘れられていった。しかし小百合は無意識の内に飛田活殺流を身に付けてしまっており、下手をすれば相手を死に追いやってしまう危険性がある（事実、小百合のために剣を一生持てなくなった者もいる）。
小百合の稽古を間近で見ていたれいんもこの剣術を身に付けており、第25話では実際に木刀を手に参戦した。
ピロットちゃん
本作に登場する、ピンク色のクマのぬいぐるみ。ヨーロッパを初めとして世界的に販売されており、奈々穂が最も熱心に収集しているファンシーグッズである。初登場時、奈々穂は「テディくまのピロットちゃん」と言っていたが版権の関係かその呼び名は後になくなっている（もしくは、ピンク色のテディくまをそう呼ぶ可能性もある）。
奈々穂は慣れない翻訳ソフトを駆使してヨーロッパ在住の人と友人になりその人の融通でようやく限定品を手に入れることに成功したが、みなもにより雨の中に投げ捨てられてしまう。見るも無残なドロドロの姿に奈々穂はいつもの冷静な声とはかけ離れた悲鳴をあげ、かつてないほど激怒した。
コミック版では韓国限定版が売られていたり、お友達のペロンチョちゃん（限定品）も登場する。
V機関
神宮寺家を陰で操る上位組織。神宮司家では当主は単なるお飾りであり、V機関が最高意思決定機関として当主に対して能力の発動などを命令する。特に神宮司家に関わりのある一族の推薦で就任する執行主席者はその証としてV字が書かれた印籠を手渡され、当主を解任したり新たに任命したりと強大な権限を持つ。テレビアニメ版最終話にて、執行主席者には聖奈が就任した。

## 神宮司の力
神宮司家に生まれた者は、人の心を操る特殊な能力を備えていることがある。具体的な能力の発現の仕方は人によってさまざまだがりのと奏に共通するのは「以心伝心」、すなわち語らずともその想いを具体的に周辺の者に伝える能力である。伝えられた側には、直接心に語りかけられたように感じられる。
またこの能力には人形に魂を入れる能力があり、プッチャンやランスには人形ながら人と同じように言葉を話すことができる。ちなみに声は腕にはめている人の言葉で話す。ただし、能力が切れると魂が抜けてしまいただの人形になってしまう。
初期設定においては奏の能力は自分の口にした事を実現させる「言霊」、りのの能力は周囲に幸福をもたらす「福音」も付加されているがアニメの第25話以外ではこの力について具体的に語られていないため謎とされる事が多い。ちえりの能力についても同様。
なお、神宮司の力は当主になるために必須である。たとえ神宮司家に生まれたとしても能力がなければ別の姓を与えられて直系から除外されるので、当然次期当主になることもできない。

## コミック
月刊電撃コミックガオ!（メディアワークス刊）2005年4月号より2007年2月号まで、まったくモー助によるコミックが連載されていた。全21話。なお、まったくモー助はテレビアニメ版本編のエンディングイラストも担当している。2007年2月現在、電撃コミックスからは単行本が全3巻、アンソロジーコミックが全2巻、ビジュアルブック全1巻刊行されている。
- 極上生徒会 1 （2005年9月27日発行）ISBN 4-8402-3195-8
- 極上生徒会 2 （2006年5月27日発行）ISBN 4-8402-3479-5
- 極上生徒会 3 （2007年2月27日発行）ISBN 978-4-8402-3791-8
- もっと極上生徒会 1 （2005年11月26日発行）ISBN 4-8402-3252-0
- もっと極上生徒会 2 （2006年2月27日発行）ISBN 4-8402-3370-5

### 関連書籍
- 極上生徒会 4コマ教育実習 （2006年2月2日発売）ISBN 4-86155-089-0
- 極上生徒会 ショートストーリーズ〜実習生さま。 （2006年2月2日発売）ISBN 4-86155-088-2
- 極上生徒会 ビジュアルブック （2006年3月27日発売）ISBN 4-8402-3383-7

## テレビアニメ
2005年4月7日から同年9月29日まで、テレビ東京ほかにて放送された。
4月からの放送に先立ちコナミのプロデュースによる本作のCMがテレビ東京系アニメ『魔法先生ネギま!』内にて、1月上旬から放送されていた。内容は物語の舞台となる宮神学園とその周辺の風景のイメージ映像、そしてそれをバックにしたメインスタッフや声優の紹介、各キャラクターのメインビジュアルなどが映し出された後、「テレビアニメ今春放送開始！」のテロップと共に制服姿のりのが「見て欲しいかも〜」と呟く構成になっている。
オープニング前のナレーション内で生徒会役員が出ると共に皆で「極上生徒会！」と叫ぶシーンがあるが、第2話「ほとばしる青春」からりの、第14話「極貧生徒会」からみなも、第16話「あなたに此処にいて欲しい」から琴葉、第21話「晴れの日はいつもレイン」から歩という様に生徒会に入った者（または入っていることが確認された者）が追加されている。また、琴葉と歩は放送当初から隠密であることが伏せられていたため、オープニング内の隠密メンバーが集合したカットで長らく黒いシルエットのみだったが、それぞれナレーションに追加された話からはシルエットが外されている。
声をあてた女性声優たちの全収録終了後の共通の感想は、「ここまでユルいアニメとは思わなかった…」とのこと。放送開始前の予告編では生徒会各キャラクターが性格の内面に「深い暗部」を抱えていることが、キャラクターの独白で語られた。

### スタッフ
- 原作 - コナミデジタルエンタテインメント
- 監督 - 岩崎良明
- シリーズ構成 - 黒田洋介
- キャラクターデザイン - 川田剛
- 美術監督 - 廣瀬義憲
- 色彩設定 - 安藤智美
- 撮影監督 - 廣奥力也
- 編集 - 西山茂
- 音響監督 - 明田川仁
- 音楽 - 下村陽子
- エグゼクティブプロデューサー - 永田昭彦
- プロデューサー - 赤澤顕保、松倉友二、渡辺和哉
- チーフディレクター - 高橋辰雄
- アニメーション制作 - J.C.STAFF
- 製作 - コナミデジタルエンタテインメント

### 主題歌
オープニングテーマ
「恋せよ女の子」（第1 - 26話）
作詞 - 羽月美久 / 作曲・編曲 - 小松一也 / 歌 - 田村ゆかり
エンディングテーマ
「偶然天使」（第1 - 13話）
作詞 - 黒田洋介 / 作曲・編曲 - 渡辺拓也 / 歌 - 極上生徒会執行部（田村ゆかり、生天目仁美、野田順子、清水香里、沢城みゆき）
「恋する奇跡」（第14 - 26話）
作詞・作曲・編曲 - 松浦有希 / 歌 - 極上生徒会遊撃部+車両部（川澄綾子、松岡由貴、斎藤千和、川上とも子）

### 各話リスト
| 話数 | サブタイトル                                                            | 脚本     | 絵コンテ   | 演出       | 作画監督                              | 総作画監督      |
| ---- | ----------------------------------------------------------------------- | -------- | ---------- | ---------- | ------------------------------------- | --------------- |
| 1    | 拝啓、ミスター・ポピット                                                | 黒田洋介 | 岩崎良明   | 高島大輔   | 清水博幸                              | 川田剛          |
| 2    | ほとばしる青春                                                          | 黒田洋介 | 岩崎良明   | 友田政晴   | 氏家嘉宏 北村友幸                     | 下谷智之        |
| 3    | 極上寮でパヤパヤ                                                        | 黒田洋介 | 小川浩司   | 大関雅幸   | ハットリマスミ                        | 川田剛          |
| 4    | 素晴らしく冴えたやり方                                                  | 黒田洋介 | 岩崎良明   | 山崎茂     | 山川宏治                              | 下谷智之        |
| 5    | 華麗なる対決                                                            | 白根秀樹 | 狩生豊     | 久保山英一 | 菅原浩喜                              | 川田剛          |
| 6    | 大恐怖！プッチャンの呪い                                                | 黒田洋介 | 三芳宏之   | 武藤公春   | 林哲也                                | 下谷智之        |
| 7    | おせっかいが好き                                                        | 黒田洋介 | 小林孝嗣   | 小林孝嗣   | 氏家嘉宏 北村友幸                     | 川田剛          |
| 8    | さらば！極上生徒会                                                      | 黒田洋介 | 鈴木洋平   | 鈴木洋平   | 佐藤道雄                              | 下谷智之        |
| 9    | 好きはとまらない                                                        | 黒田洋介 | 駒井一也   | 濁川敦     | 渡辺邦州                              | 川田剛          |
| 10   | 彼女に水着を着せないで                                                  | 黒田洋介 | 河合夢男   | 山崎茂     | 山川宏治                              | 下谷智之        |
| 11   | ウイニング・ファイブ                                                    | 黒田洋介 | 上原秀明   | 安藤健     | 松岡謙治 野口孝行                     | 川田剛          |
| 12   | それは雨の日に                                                          | 黒田洋介 | 小林一三   | 伊藤真朱   | 清水博幸 谷川政輝 山元浩              | 下谷智之        |
| 13   | 敵か味方かみなもちゃん                                                  | 黒田洋介 | 小林孝嗣   | 小林孝嗣   | 重松しんいち 氏家嘉宏 北村友幸        | 川田剛          |
| 14   | 極貧生徒会                                                              | 黒田洋介 | 浅見松雄   | 清水一伸   | 田村正文 岡野幸男                     | 下谷智之        |
| 15   | 私が此処にいる理由                                                      | 黒田洋介 | 転房圭二   | 鈴木洋平   | 大木良一 藤井昌宏                     | -               |
| 16   | あなたに此処にいて欲しい                                                | 黒田洋介 | 川口敬一郎 | 大関雅幸   | 山川宏治                              | 下谷智之        |
| 17   | 嘘をつきとおせ!                                                         | 黒田洋介 | 上原秀明   | 安藤健     | 松岡謙治 桜井木ノ実                   | 川田剛          |
| 18   | 佐藤仁史、28歳、職業弁護士、両親は資産家、 これ以上にない好条件なお相手 | 黒田洋介 | 小林一三   | 水無月弥生 | 梶浦紳一郎                            | 下谷智之        |
| 19   | さらば愛しき友よ                                                        | 黒田洋介 | 転房圭二   | 清水一伸   | 樋口聡一 田村正文                     | 川田剛          |
| 20   | アユちゃん、アイドルになる                                              | 黒田洋介 | 鈴木洋平   | 鈴木洋平   | 大木良一 藤井昌宏                     | -               |
| 21   | 晴れの日はいつもレイン                                                  | 黒田洋介 | 山内東生雄 | 上田繁     | 清水博幸 谷川政輝                     | 川田剛 下谷智之 |
| 22   | 極上札戦闘                                                              | 黒田洋介 | 川口敬一郎 | 大関雅幸   | 山川宏治 田中薫                       | 下谷智之        |
| 23   | 怪傑少女探偵団                                                          | 黒田洋介 | 上原秀明   | 安藤健     | 桜井木ノ実 山沢実                     | 川田剛 下谷智之 |
| 24   | あなたに会いたくて                                                      | 黒田洋介 | 佐々木守   | 水無月弥生 | 飯飼一幸 中島美子                     | 川田剛 下谷智之 |
| 25   | その声は風にのって                                                      | 黒田洋介 | 転房圭二   | 高島大輔   | 大木良一 冷水由紀絵 柳伸亮 大河原晴男 | 川田剛          |
| 26   | 今日も極上日和                                                          | 黒田洋介 | 岩崎良明   | 岩崎良明   | 川田剛 下谷智之                       | -               |

### 放送局
| 放送地域       | 放送局         | 放送期間                | 放送日時                             | 備考          |
| -------------- | -------------- | ----------------------- | ------------------------------------ | ------------- |
| 関東広域圏     | テレビ東京     | 2005年4月7日 - 9月29日  | 木曜 1:30 - 2:00（水曜深夜）         |               |
| 大阪府         | テレビ大阪     | 2005年4月7日 - 9月29日  | 木曜 2:05 - 2:35（水曜深夜）         |               |
| 愛知県         | テレビ愛知     | 2005年4月8日 - 9月30日  | 金曜 2:28 - 2:58（木曜深夜）         |               |
| 北海道         | テレビ北海道   | 2005年4月13日 - 10月5日 | 水曜 2:00 - 2:30（火曜深夜）         |               |
| 福岡県         | TVQ九州放送    | 2005年4月13日 - 10月5日 | 水曜 2:23 - 2:53（火曜深夜）         |               |
| 岡山県・香川県 | テレビせとうち | 2005年4月14日 - 10月6日 | 木曜 1:28 - 1:58（水曜深夜）         |               |
| 日本全域       | AT-X           | 2006年3月31日 -         | 金曜 9:00 / 20:00 火曜 13:00 / 23:00 | 2話連続で放送 |

#### 日本国外の放送局
台湾
中国電視公司にて2006年9月30日より毎週土曜17時30分から放送されていた。
韓国
大元ケーブルch「チャンプ」にて2007年1月9日より毎週月曜から金曜の22時00分 - 22時30分に放送されていた。

### 日本国外での展開
北米ではADヴィジョンより『BEST STUDENT COUNCIL』のタイトルで2007年からDVDが発売されている。

## ゲームソフト
同名のPlayStation 2専用ソフトが、コナミより2005年9月15日に発売された。開発はKIDが担当。特別CDは「極上ドラマ&極上サウンドトラック -ゲーム版-」が同梱されている。しかし、コナミ ザ・ベスト版（2006年12月14日発売）には同梱されていない。
内容はプレイヤーが教育実習生となり、実習期間の3週間の内に生徒や教員達との仲を深めていく。キャラクターの誕生日にプレイをするとトップボイスがその誕生日のキャラクターが誕生日に関連したことを話す。なおアニメと同時制作であったため、一部の設定が異なっている。
- 主な相違点
  - 奏、奈々穂、久遠の3人は幼馴染という設定。ゆえに、久遠がスパイという設定も無い。
  - 琴葉は隠密の中でも特に秘匿性の高い「ロストナンバー」であり、性格もアニメと少し異なる。
  - 歩が隠密であるという設定が無い。
  - 有楽人の声優が赤石広樹に変更。
  - 香が極上寮に住んでいる（しかし、家が貧乏という設定は変わっていない。また、これは奏会長のお世話の担当であるために一時的なものである）。

ゲーム関連書籍
極上生徒会 PS2ビジュアルガイド （2005年9月15日発売）ISBN 4-86155-073-4

## CD
コナミデジタルエンタテインメントより発売。

### キャラクターシングル Vol.1 執行部書記・蘭堂りの&会長・神宮司奏
- 2005年6月22日発売
- 蘭堂りの&神宮司奏のイメージソングとミニドラマを収録

1. Butterfly*kiss（歌 - 田村ゆかり）
2. LOVE PLANET（歌 - 生天目仁美）
3. 極上プチドラマ「プッチャンの野望」
4. Butterfly*kiss（instrumental）
5. LOVE PLANET（instrumental）

### キャラクターシングル Vol.2 執行部副会長・金城奈々穂&銀河久遠
- 2005年8月3日発売
- 金城奈々穂&銀河久遠のイメージソングとミニドラマを収録

1. Endless way（歌 - 野田順子）
2. ドラゴンの羽根（歌 - 清水香里）
3. 極上プチドラマ「遊撃vs隠密」
4. Endless way（instrumental）
5. ドラゴンの羽根（instrumental）

### キャラクターシングル Vol.3 遊撃部・飛田小百合&角元れいん
- 2005年9月7日発売
- 飛田小百合&角元れいんのイメージソングとミニドラマを収録

1. 花と風と光の中で（歌 - 川澄綾子）
2. SHINE GIRLS LIFE（歌 - 松岡由貴）
3. 極上プチドラマ「極上校内放送」
4. 花と風と光の中で（instrumental）
5. SHINE GIRLS LIFE（instrumental）

### 極上ドラマ&極上サウンドトラック Vol.1
- 2005年7月6日発売
- オリジナルドラマ「極上修学旅行」
- 市川まゆらイメージソング「ONLY PLACE」（歌 - 沢城みゆき）
- 全24曲収録

### 極上ドラマ&極上サウンドトラック Vol.2
- 2005年9月7日発売
- オリジナルドラマ「極上アルバイト」
- 和泉香イメージソング「Precious Moment」（歌 - 斎藤千和）
- 全25曲収録

### ベストアルバム
極上生徒会 ベストアルバム 極上音楽集
- 2005年11月10日発売
- OP「恋せよ女の子」、ED1「偶然天使」、ED2「恋する奇跡」
- PS2ソフトED「未来パラソル」
- 極上生徒会メンバー全員のキャラクターソング。なお、下記の5曲は初収録となる
  - 桜梅歩の劇中歌「楽園のステージ」（歌 - 仙台エリ）
  - 矩継琴葉 イメージソング「FLOWER IN THE DARK」（歌 - 植田佳奈）
  - 桂聖奈 イメージソング「ここにいるよ」（歌 - 佐久間紅美）
  - 桂みなも イメージソング「Baby Cat's eye」（歌 - 辻あゆみ）
  - シンディ真鍋 イメージソング「windy winding road」（歌 - 川上とも子）

## その他グッズ
- テレホンカード
- クリアファイル
- ハンドパペット プッチャン・ランス
- フィギュメイト 極上生徒会
- ボイスクロック（執行部・遊撃部・隠密部）
- 卓上カレンダー2006,2007

## 他作品への影響
本作と同じコナミが手掛けるオンラインゲーム『ときめきメモリアルONLINE』のゲーム内アイテムとして、本作の中等部・高等部の制服のカラーリングを用いた衣装が用意されていた。
本作のパロディとしては本作の監督の岩崎が絵コンテを担当したテレビアニメ『ネギま!?』第16話では、プッチャンによく似た神楽坂明日菜と雪広あやかのパペットが登場した。りの役の田村が声の主演をしたテレビアニメの『もえたん』の第11話で、お風呂場のシーンにおいて制服が違うもののみなもの写真入りコップが登場している。テレビアニメ『ハヤテのごとく!!』の第21話にもプッチャンが登場するシーンがある。また、『ToHeart2』ではまーりゃんが校舎の屋上で「屋上生徒会!」と発言する場面がある。